# 23128 Дорміні
23128 Дорміні (23128 Dorminy) — астероїд головного поясу, відкритий 5 січня 2000 року.
Тіссеранів параметр щодо Юпітера — 3,591.